# Спирин, Владимир Семёнович
Влади́мир Семёнович Спи́рин (5 мая 1929 — 17 мая 2002) — советский и российский китаевед, историк философии. Кандидат философских наук.

## Биография
Родился 5 мая 1929 года в селе Байкалово Уральской области (ныне Свердловская область).
В 1947 году поступил на Восточный факультет Ленинградского (ныне Санкт-Петербургского) государственного университета. В 1952 году окончил восточный факультет ЛГУ и стал работать в Ленинградском отделении института востоковедения. С 1957 года участвовал в работе группы по описанию китайских рукописей Дуньхуанского фонда (Л. Н. Меньшиков, В. С. Спирин, С. А. Школяр). В начале 1960-х годов был направлен на стажировку в Китай. В 1970 году защитил кандидатскую диссертацию по философии «Некоторые проблемы изучения древнекитайской философии (в связи с анализом структуры текста)» (М., 1970. 583 с.). С 1977 года в течение почти десяти лет читал на философском факультете ЛГУ специальный курс по древнекитайской философии.
Основная область исследования — методологические проблемы изучения древнекитайских текстов. С помощью структурного метода анализа текста, впервые им предложенного и применённого, В. С. Спириным были вскрыты различные виды текстологических структур в древнекитайской культуре. Отмечают[кто?], что «разработанный В. С. Спириным метод графического описания структур, обеспечивающий простоту и наглядность при анализе и описании текстов, заставляет вспомнить применение графических средств в логике (Ламбертовы линии или круги Эйлера), или применение графического метода Клапейроном в термодинамике». Работы В. С. Спирина оказали значительное влияние на изучение древнекитайской философии и культуры. В частности, согласно А. И. Кобзеву, структурно-семиотическую методику В. С. Спирина творчески использовал и развивал выдающийся китаист А. М. Карапетьянц. Можно также говорить о влиянии работ В. С. Спирина на творчество А. И. Кобзева, А. А. Крушинского, М. В. Исаевой, В. В. Дорофеевой-Лихтман и др. Метод В. С. Спирина, с учетом разработок А. Ч. Грэма использовал С. Ю. Рыков при исследовании логики и теории познания в древнекитайской философии. К методу В. С. Спирина прибегал, изучая проблему совпадающих фрагментов в древнекитайских текстах П. В. Ксензов.
В. С. Спирин изображен (как Семен Владимирович Карпов) в качестве одного из персонажей в романе востоковеда Е. А. Торчинова «Таинственная самка: трансперсональный роман» (2013 г.).
Согласно завещанию учёного, его прах был развеян над рекой Миасс.

## Список произведений
Диссертация и монография:
- Некоторые методологические проблемы изучения древнекитайской философии. (В связи с анализом структуры текстов). Автореф.дисс. … к.филос.н. М., 1970.
- Построение древнекитайских текстов. М., Наука. 1976. 231 стр. 1700 экз. 2-е изд. (с послесловием Р. Н. Дёмина). СПб, 2006. 276 стр. ISBN 5-85803-323-7
- Каноны конфуцианства и школа имен: в 2 кн./ сост. и отв. ред. А.И. Кобзев; Ин-т востоковедения РАН. М.: Наука-Восточная литература. 2014. Кн. 2. Спирин В. С. "Дэн Си-цзы" как логико-гносеологическое произведение: перевод и исследование / В.С. Спирин; сост. А.И. Кобзев.- 325 с. - ISBN 978-5-02-036573-5
- Воробьева-Десятовская М.И., Гуревич И.С., Меньшиков Л.Н., Спирин В.С., Школяр С.А. Описание китайских рукописей Дуньхуанского фонда Института народов Азии. В 2 выпусках / Ответственный редактор Л.Н.Меньшиков. М.: ИВЛ, 1963. Вып. 1. 778 с.

Статьи:
- О «третьих» и «пятых» понятиях в логике древнего Китая. // Дальний Восток. М., 1961.
- Об одной особенности древнекитайской философии. // Пятая научная конференция «Общество и государство в Китае». Ч.1. М., 1975.
- К вопросу о «пяти элементах» в классической китайской философии. // Шестая научная конференция «Общество и государство в Китае». Ч.I. М., 1975.
- К предыстории понятия «График» (Дао)// Письменные памятники и проблемы истории культуры народов Востока М., 1975. Вып. IX.
- Примеры сравнительно простого значения «дао» // Девятая научная конференция «Общество и государство в Китае». М.1976. Ч.I.
- «Любовь» и математика в «Мо-цзы» // Письменные памятники и проблемы истории культуры народов Востока. X. М.,1974.
- Гармония лука и лиры глазами Лао-цзы //Письменные памятники и проблемы истории культуры народов Востока. XIV. Ч.1. М.,1981.
- Формальное построение «Сицы чжуань»//Письменные памятники Востока: Историко-филологические исследования: 1975. М., 1982.С.212-242.
- Геометрические образы в древнекитайской философии //Актуальные проблемы философской и общественной мысли зарубежного Востока. Душанбе, 1983.
- Об основном тексте письма [реки] Ло (Лошу бэнь вэнь) // Письменные памятники и проблемы истории культуры народов Востока. XX. Ч.1. М.,1986. C.131-137.
- Строй, семантика, контекст 14-го параграфа «Дао дэ цзина» //Письменные памятники и проблемы истории культуры народов Востока. XX. Ч.1. М.,1986.
- «Слава» и «позор» в § 28 «Дао дэ цзина»//Письменные памятники и проблемы истории культуры народов Востока. XXII. Ч.1. М.,1989.
- Система категорий в «Шо гуа» // Письменные памятники и проблемы истории культуры народов Востока. XXIII. Ч.1. М.,1990.
- Четыре вида «тождества» в «Мо-цзы» и типы гексаграмм «И цзина» // Письменные памятники и проблемы истории культуры народов Востока. XXIV.Ч.1. М., 1991.
- Composition des textes chinois anciens d’apres la premiere partie (Outils de l’analyse formelle) du livre de Vladimir S. Spirin dans une presentation de Karine Chemla et A. Volkov // Modeles et Structures des Textes Chinois Anciens les Formalistes Sovietiques en Sinologie //Extreme -Orient-Extreme — Occident. 13-1991. P. 31-56.